# Distrito de Las Minas
El distrito de Las Minas es una de las divisiones que conforma la provincia de Herrera, situado en la República de Panamá.

## Gobierno y política
La organización política está conformada por un alcalde, quién es electo por el voto popular y el consejo municipal, que está conformado por los siete representantes electos por voto popular de cada uno de los corregimientos por un periodo de cinco años.
Está conformado por siete corregimientos: 
- Las Minas
- Chepo
- Chumical
- El Toro
- Leones
- Quebrada del Rosario
- Quebrada El Ciprián

## Geografía
Las Minas tiene un relieve ondulado, con montañas enclavadas en la Reserva Forestal El Montuoso, donde nacen el río La Villa, principal río de la península de Azuero.
El clima es menos caluroso que en otros puntos de la provincia de Herrera, ya que la mayoría de tierras del distrito están sobre los 300 metros sobre el nivel del mar.
Las minas cuenta con un hermoso paisaje montañoso del cual se divisa casi toda la península de Azuero, desde el golfo de Parita hasta el  golfo de Montijo.Del interior de sus montañas brotan los ríos más importantes de la península de Azuero como son: el río La Villa que es de mucha importancia para la población comprendida desde Chitre y varios distritos de la provincia de Los Santos cuyas aguas son utilizadas para el consumo humano, agricultura y ganadería. También podemos mencionar los ríos Suay, Mariato, Parita y otros de vital importancia.
En la Reserva Forestal El Montuoso se encuentra el Alto del Higo que es el punto de elevación más alto de toda la provincia, a 997 metros sobre el nivel del msr, también se le llama a esta reserva "El Pulmón de Azuero" ya que es una de las pocas extensiones boscosas de la región con gran biodiversidad. Aquí podemos encontrar también vestigios de un asentamiento indígena ubicado en el sitio conocido como "Corral de Piedras" y "Caras Pintadas" donde se pueden apreciar dibujos tallados en piedras.

## Economía
Es un pueblo que se dedica principalmente a la agricultura de subsistencia, también se dedica a la  ganadería, a pequeñas actividades de comercio local y turismo a pequeña escala.
No existen fábricas ni industrias.